# Flora Piccoli Mancini
Flora Mancini coniugata Piccoli (Napoli, 1854 – Vicenza, 27 ottobre 1899) è stata una musicista e poetessa italiana.

## La vita
Era l'ultima figlia di Pasquale Stanislao Mancini  marchese di Fusignano e della poetessa Laura Beatrice Oliva.  Venne tenuta a battesimo dal generale Guglielmo Pepe, che volle darle il nome di Florestana in memoria del fratello generale Florestano Pepe. Il 23 ottobre 1880 sposò l'ingegnere Domenico Piccoli nella Cappella Reale di Capodimonte. Ebbe quattro figli.
Sollecitò la creatività di poeti e musicisti che ospitava nel suo salotto, dapprima nel palazzo del Duca di Caianello, poi in una palazzina della Baronessa La Capra: tra gli artisti ospitati si ricordano Cilea (che le dedicò tra l'altro la Romanza op.29 n.1 per pianoforte), Gounod, Tosti, Luigi Denza, Niccolò Van Westerhout, Gustavo Tofano. Cantava con voce di mezzosoprano; suonava il pianoforte; compose alcune romanze per canto e pianoforte e fu autrice di alcuni testi poetici musicati.
Nel 1896 si trasferì con la famiglia a Roma e nel 1898 a Perth in Australia, dove però si ammalò; rientrata in Italia, si spense a soli 45 anni di età.